# Mitrulinia ushuaiae
Mitrulinia ushuaiae är en svampart som först beskrevs av Rehm, och fick sitt nu gällande namn av Spooner 1987. Mitrulinia ushuaiae ingår i släktet Mitrulinia och familjen Sclerotiniaceae.   Inga underarter finns listade i Catalogue of Life.